# Église Saint-Martial de Clugnat
Pour les articles homonymes, voir Église Saint-Martial.
L'église Saint-Martial est une église située à Clugnat, dans le département français de la Creuse en France. Construite au XIIIe siècle, elle est inscrite au titre des monuments historiques en 1969.

## Localisation
L'église est située sur la commune de Clugnat dans le département français de la Creuse en région Nouvelle-Aquitaine.

## Historique
L'église a été construite au XIIIe siècle. L'édifice est inscrit au titre des monuments historiques en 1969.
Le clocher a été restauré en 2014.

## Description

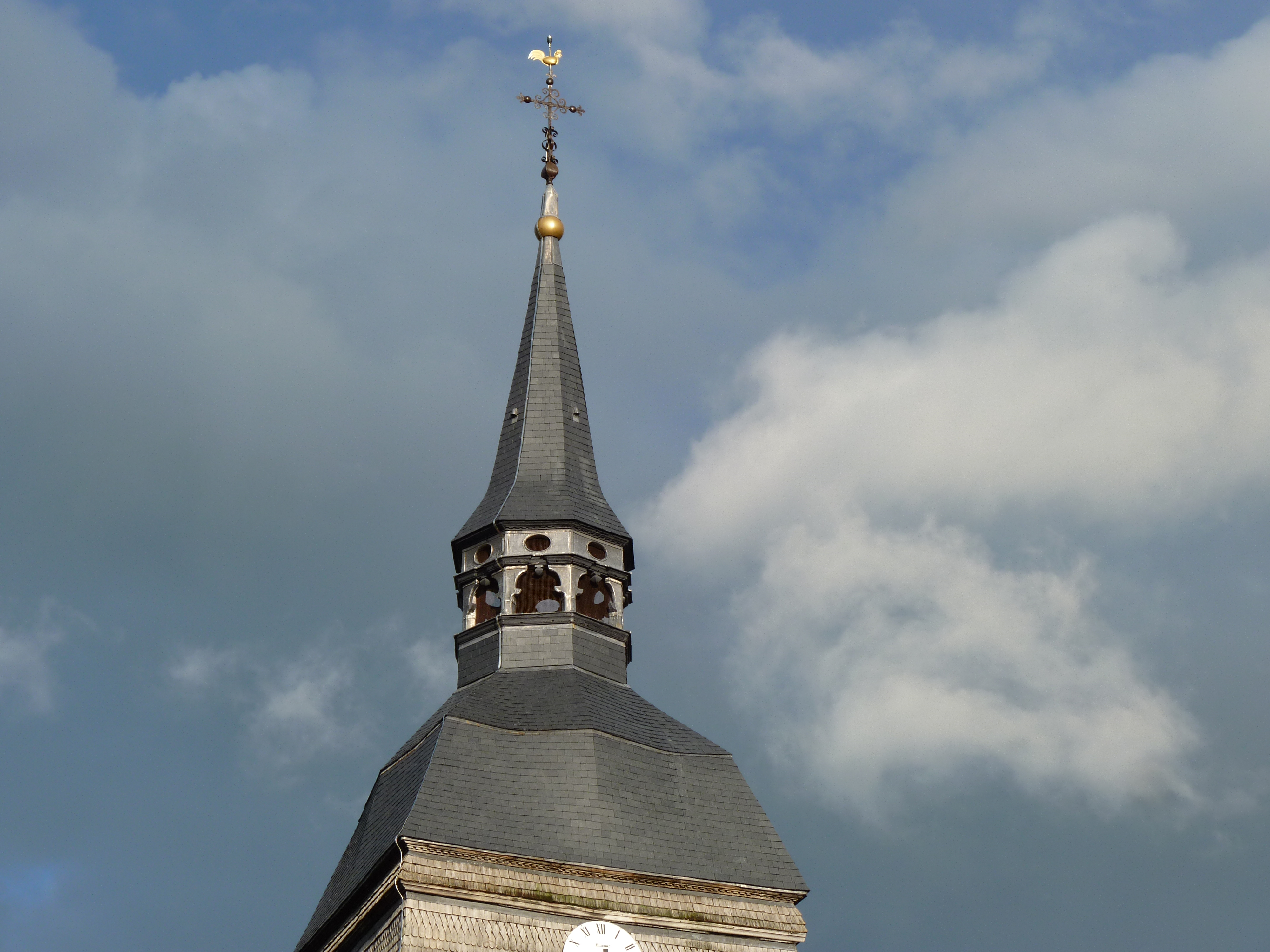
Clocher en 2014.
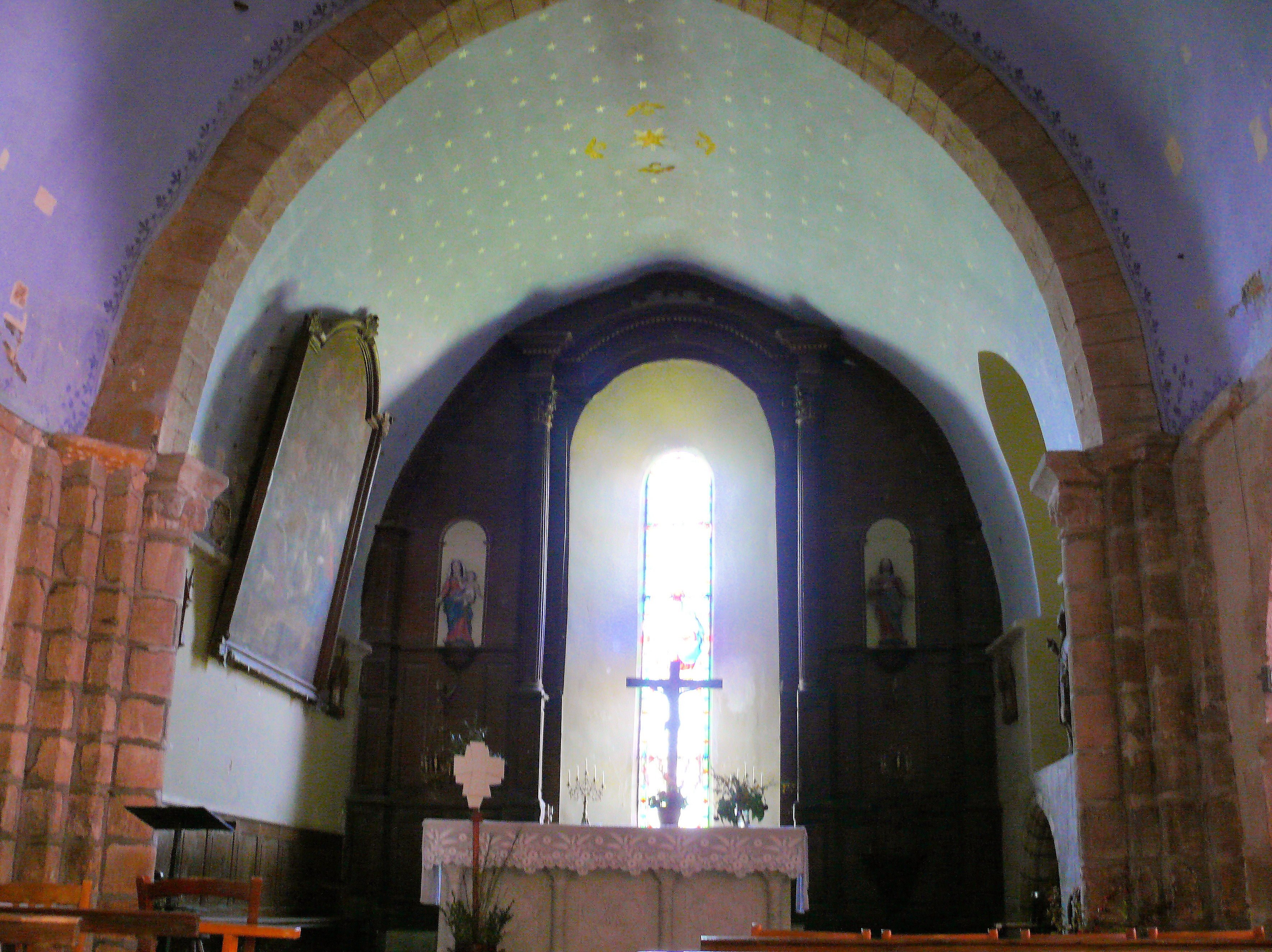
Chœur.
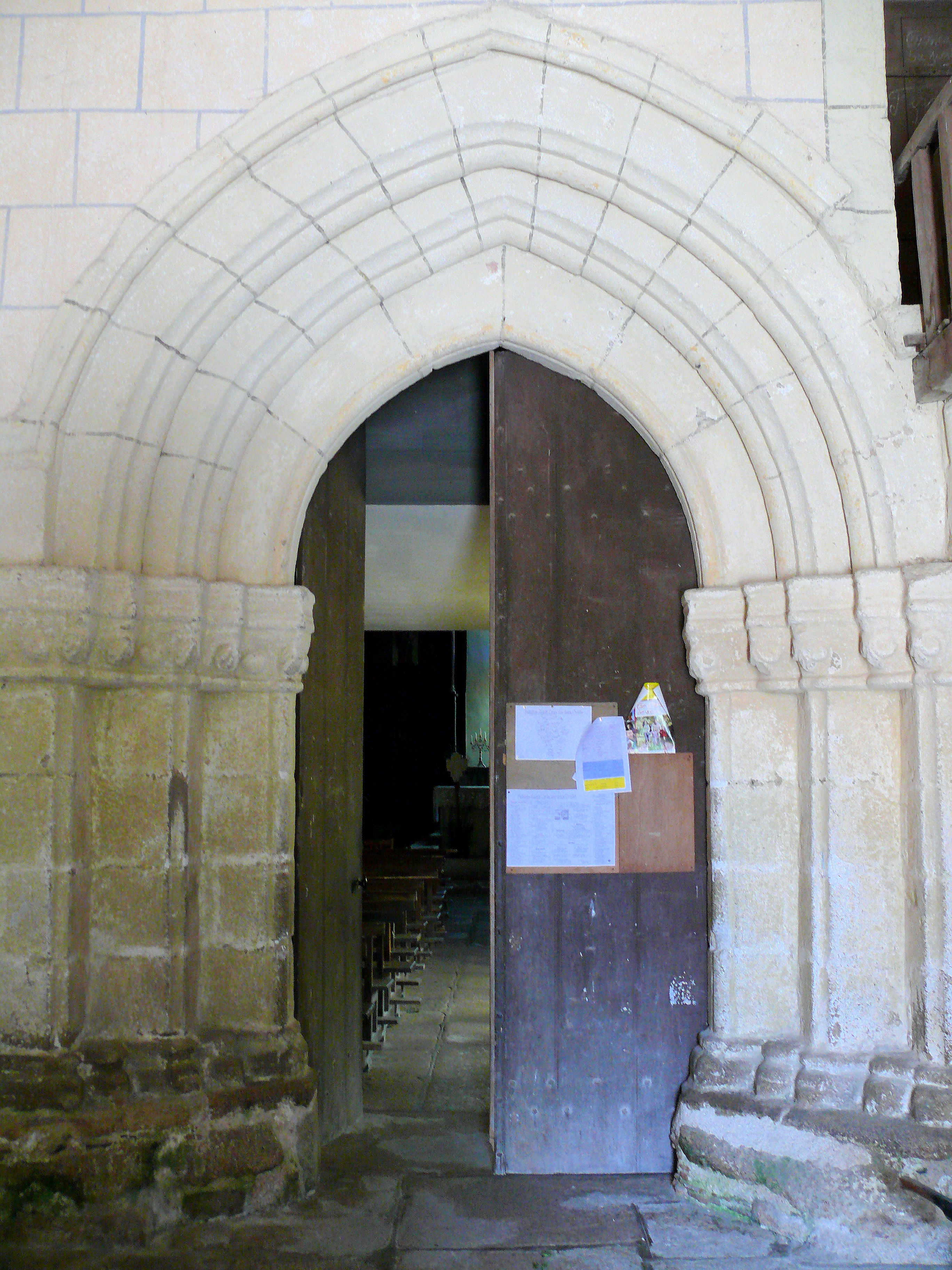
Portail.
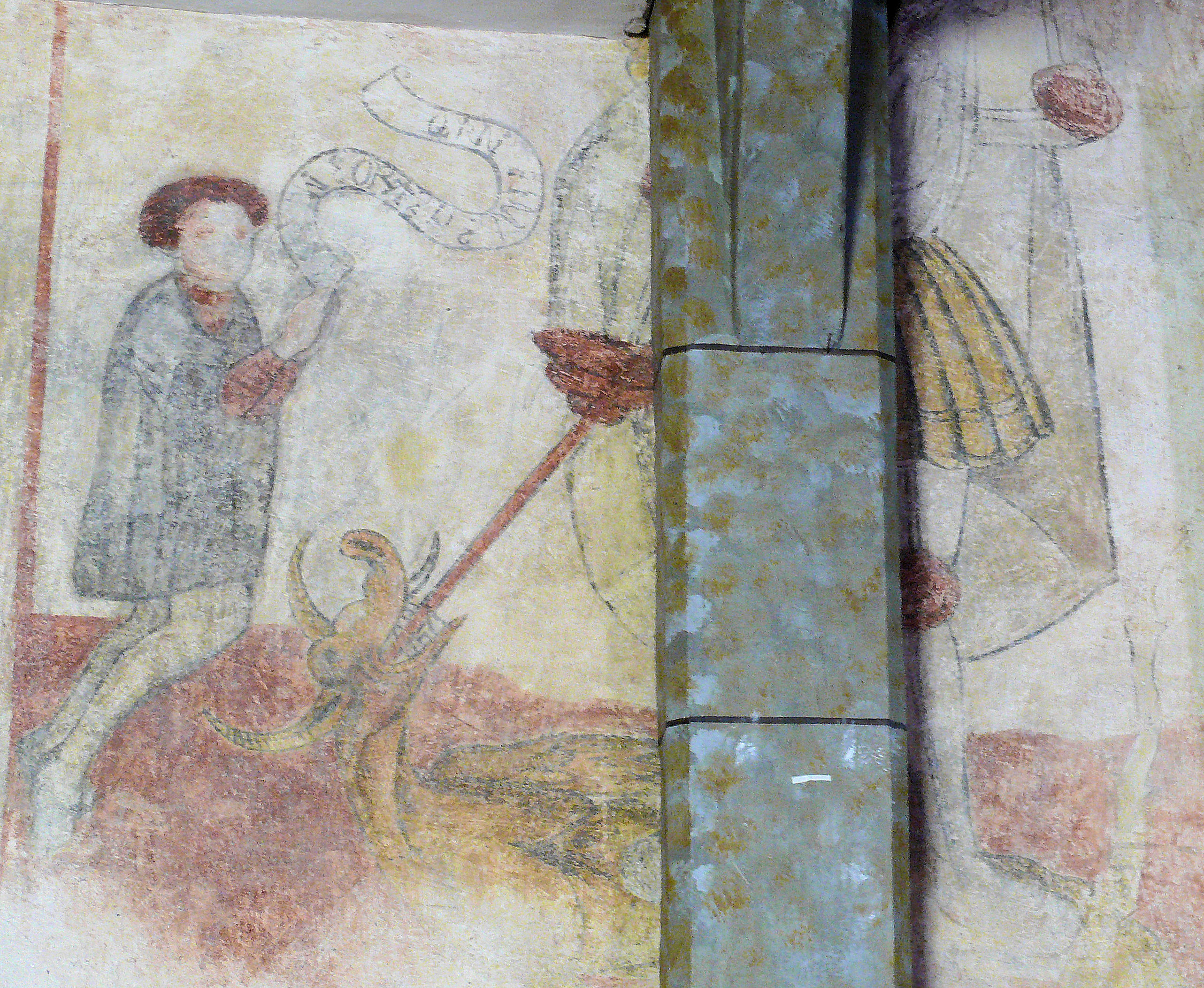
Peinture murale.